# سد اسپروکرمس
سد اسپروکرمس (به لاتین: Asprokremmos Dam) یک مخزن سد در قبرس است که در Phinikas واقع شده‌است.